# Alexia Fast
Alexia Fast, née le 12 septembre 1992 à Vancouver, est une actrice canadienne.

## Biographie
Alexia Fast est une actrice autodidacte qui a commencé sa carrière à l'âge de onze ans. Son premier crédit d'acteur était un second rôle face à Carrie-Anne Moss dans la comédie décalée intitulée "Fido". Enfant, Alexia a eu de nombreux rôles principaux dans des genres allant de la comédie à la science-fiction, au drame, aux pièces d'époque et même à l'horreur.
À quatorze ans, Alexia a remporté un Leo Award du meilleur acteur principal dans le thriller psychologique "Past Tense" bien qu'elle ait affronté des nommés adultes. Au cours de son adolescence, Alexia était une habituée de Sundance et du Festival du film de Toronto faisant la promotion de longs métrages sélectionnés et souvent primés chaque année. Alexia a continué à remporter des prix pour son travail et à recueillir des nominations alors qu'elle devenait une jeune adulte.
À l'âge de dix-neuf ans, Alexia a remporté un processus de casting mondial pour jouer aux côtés de Tom Cruise dans le film "Jack Reacher". Elle a été sélectionnée par le réalisateur primé aux Oscars, Christopher McQuarrie.
Alexia a joué aux côtés de nombreux acteurs bien connus tels que Ryan Reynolds (The Captive), Elijah Wood (Dirk Gently), Bruce Willis (Apex), Victor Garber (Family Law), Vera Farmiga (Bates Motel) et Rachel Brosnahan (Manhattan). Alexia est une passionnée de yoga et aime chanter et écrire des chansons. Alexia parle couramment l'anglais et le français conversationnel.

## Filmographie

### Actrice

#### Cinéma
- 2006 : Fido : Cindy Bottoms
- 2007 : Kickin' It Old Skool (en) : Young Jennifer
- 2009 : Helen (en)[1] : Julie
- 2009 : Hungry Hills (en) : Robin
- 2009 : What Goes Up : Hannah (non créditée)
- 2010 : Repeaters : Charlotte Halsted
- 2010 : Triple Dog (en)[1] : Eve
- 2012 : Blackbird[2] : Deanna Roy
- 2012 : Jack Reacher[3] : Sandy
- 2012 : Last Kind Words : Amanda
- 2014 : Captives[4] : Cass
- 2014 : Grace : Grace / Mary
- 2017 : Eye on Juliet : Jeanine
- 2018 : The Ninth Passenger
- 2021 : Apex de Edward John Drake : West Zaroff

#### Courts-métrages
- 2006 : Swimming Lessons
- 2008 : Paul Pontius

#### Télévision

##### Séries télévisées
- 2006-2007 : Les 4400 : Lindsey Hammond
- 2006 et 2012 : Supernatural : Missy Bender et Emma
- 2007 : Deux princesses pour un royaume : Young Azkadellia
- 2007 : Kaya : Kristin
- 2007 : Masters of Horror : Marylyn
- 2007 : Masters of Science Fiction : Juror #4 - Ginnie
- 2008 : Shoot Me Now : Alexia
- 2009 : Flashpoint : Ella Brandt
- 2011 : FMA Weekly : Invitée
- 2012 : The Secret Circle : Eva
- 2013 : Red Widow : Bliss
- 2014 : Motive : Janine Boxton
- 2014-2015 : Manhattan : Callie Winter
- 2016 : Bates Motel : Athena
- 2017 : Dirk Gently's Holistic Detective Agency : Mona Wilder
- 2017 : iZombie : Yvonne

##### Téléfilms
- 2005 : Le plus beau jour de l'année : Jacqui
- 2006 : La Forêt en feu : Maya
- 2006 : La Peur d'un rêve : Sara Shay
- 2007 : La Spirale infernale : Sadie Brenner
- 2008 : Gym Teacher: The Movie : Suzie
- 2008 : Left Coast : Bronwyn
- 2010 : Fakers : Emma Archibald
- 2010 : La 19e Épouse : Five
- 2010 : The Cult : Rachel
- 2012 : Midnight Sun : Miranda

### Parolière

#### Cinéma
- 2014 : Captives